# Arthur Henry Shakespeare Lucas
Pour les articles homonymes, voir Lucas.
Arthur Henry Shakespeare Lucas est un naturaliste australien d’origine britannique, né le 7 mai 1853 à Stratford-upon-Avon dans le Warwickshire et mort le 10 juin 1936 à Albury en Nouvelle-Galles du Sud.
Lucas fait ses études à Oxford où il obtient son Bachelor of Arts en 1874 et son Master of Arts en 1877 ainsi qu’à Londres où il obtient son Doctorat of Sciences. Il enseigne à la Lays School de Cambridge de 1878 à 1882 avant de partir en Australie. Il y enseigne alors les mathématiques et les sciences au Wesley College de Melbourne de 1883 à 1891. Il participe à la fondation du Queen’s College de l’université de Melbourne. Il dirige le Newington College de Sydney de 1892 à 1898, puis enseigne les mathématiques et les sciences au Sydney Grammar School de Sydney de 1899 à 1916, qu’il dirige de 1916 à 1913. Enfin, il enseigne les mathématiques à l’université de Tasmanie de 1924 à 1925.
Avec son frère, l’entomologiste Thomas Pennington Lucas (1843-1917), il fonde Field Naturalists' Club de Victoria en 1882 et le dirige de 1887 à 1889. Il contribue à la transformation de la réserve naturelle de Wilson’s Promontory en parc national (1898). Il dirige la publication du Victorian Naturalist de 1884 à 1892. Membre de diverses  sociétés savantes, notamment de la Société linnéenne de la Nouvelle-Galles-du-Sud de 1894 à 1936 qu’il dirige de 1907 à 1909.

## Liste partielle des publications
- The Birds of Australia (Whitcombe & Tombs, Melbourne, 1911).
- Avec Charles Percy Sanger (1871-1930), il traduit les travaux notamment de Bertrand Russell (1872-1970) sous le titre de Space, Time, Motion. An historical introduction to the general theory of relativity... (Chatto & Windus, Londres, 1924).